# Bundesgymnasium und Bundesrealgymnasium Amstetten
Das Bundesgymnasium und Bundesrealgymnasium Amstetten (BG/BRG Amstetten, auch Ostarrichi-Gymnasium) ist eine Allgemeinbildende Höhere Schule in Amstetten.

## Geschichte
Das heutige Gymnasium wurde 1938 als Städtische Oberschule für Jungen gegründet, wobei auch eine getrennte Klasse für Mädchen geführt wurde. Diese Schule befand sich in der Pestalozzistraße. Nach dem Zweiten Weltkrieg wurde die Schule in ein Bundesrealgymnasium umgewandelt und 1962 wurde daraus das Bundesgymnasium Amstetten, das bis 1980 auch ein Wirtschaftskundliches Realgymnasium für Mädchen beinhaltete.
Ab 1962 wurde auch das heutige Schulgebäude nach Plänen der Architekten Wilhelm Hubatsch und Richard Gach erbaut, der Umzug war 1966.
Im Gymnasium (mit Latein ab der 3. Klasse = 7. Schulstufe) bestand ab dem Schuljahr 1966/67 in der 5. Klasse die Wahlmöglichkeit zwischen einem neusprachlichen und einem realistischen Zweig. Ab dem Schuljahr 1987/88 wurde mit dem Schulversuch Informatikgymnasium (fachlich Schulform Gymnasium/Realgymnasium unter besonderer Berücksichtigung der Informatik) ab der 3. Klasse Informations- und Kommunikationstechnologie unterrichtet, was in der Oberstufe mit zusätzlichem informatikbezogenen Unterricht (z. B. Netzwerktechnik, Datenbanken, …) erweitert wurde. Nach mehreren Modifikationen wurden aber schließlich alle Informatikfächer in die Oberstufe verlagert. Mit dem Schuljahr 2005/06 kam noch ein neuer Schwerpunkt Sport und Bewegung hinzu.
1996 wurde die alternative Bezeichnung Ostarrichi-Gymnasium gewählt.
Ab dem Schuljahr 2019/20 wurden verschiedene Schwerpunkte auch für die Unterstufe eingeführt. Ab der 3. Klasse tritt diese Trennung in Zweige in Kraft, jedoch werden Klassen untereinander nicht getrennt um die Klassengemeinschaft beizubehalten. Diese Wahl bestimmt jedoch nicht die Schwerpunktwahl der Oberstufe.

## Bildungsangebot
Nach dem Schulversuch Informatikgymnasium, bei dem der Lehrplan mehrmals umgestellt werden musste, wird das Gymnasium wieder mit einer einheitlichen Unterstufe geführt. Die Differenzierung im Rahmen der Schulautonomie erfolgt in der fünften Klasse, wo aus vier Zweigen gewählt werden kann. Bemerkenswert ist, dass hier das Gymnasium (Latein oder Französisch in Langform plus dritte Sprache in Kurzform) mit dem Realgymnasium (zweite Fremdsprache in Kurzform) kombiniert wird und wahlweise in der Unterstufe die zweite Fremdsprache ausläuft.

### Sprache und Kommunikation
Dieser Zweig entspricht weitgehend einem neusprachlichen Gymnasium. Ab der dritten Klasse kann zwischen Latein oder Französisch gewählt werden und ab der 5. Klasse kommt Latein, Französisch oder Spanisch hinzu. Zusätzlich gibt es das verpflichtende Fach Rhetorik.

### Informatik
Dieser Zweig wandelt den naturwissenschaftlichen Schwerpunkt des realistischen Gymnasiums in einen Zweig mit Informations- und Kommunikationstechnologie um. In der dritten Klasse wird zwischen Latein oder Französisch gewählt und in der fünften Klasse diese Wahl beibehalten werden oder neu mit Latein, Französisch oder Spanisch begonnen werden, sofern diese Sprache nicht bereits in der Unterstufe erlernt wurde. Dieser Zweig ist in Österreich einzigartig und beruht auf den Erfahrungen des an dieser Schule vorgenommenen Schulversuchs.

### Sport und Bewegung
Dieser Zweig existiert seit dem Schuljahr 2005/06. Neben verstärkt Bewegung und Sport wird auch Sportkunde unterrichtet. Analog zum Informatikzweig kann in der dritten Klasse zwischen Latein oder Französisch gewählt werden und in der fünften Klasse diese Wahl beibehalten oder neu mit Latein, Französisch oder Spanisch begonnen werden, sofern dies nicht bereits in der Unterstufe gewählt wurde.
Das Ostarrichi-Gymnasium war eine der Pionierschulen des Projekts Gesunde Schule, das um mehr Bewegungs- und Gesundheitspflege in Schulen bemüht ist. 2007/08 gab es diesbezüglich eine umfangreiche Verleihung von Sportleistungsabzeichen.
Besonders erfolgreich ist die Kooperation mit dem Volleyball-Bundesligisten VCA Amstetten (VCA HYPO Niederösterreich). Das Gymnasium führt eine eigene Volleyballklasse, in dessen Rahmen die U15-Mannschaft des VCA 2013/2014 österreichischer Meister wurde.

### Musik
Dieser Zweig existiert erst seit dem Schuljahr 2019/20 und komplementiert den Schwerpunkt der Unterstufe. Ebenfalls kann in diesem Zweig zwischen den Fremdsprachen frei gewählt werden. Zusätzlich zum Chorunterricht hat man in der 6. Klasse (= 10. Schulstufe) Musikpraxis. In diesem Zweig wird einem die Wahl zwischen Musik und Bildnerische Erziehung ab der 7. Klasse abgenommen. Stattdessen wird der Musik Unterricht erweitert.

## Bekannte Absolventen
- Gerald Badurek, (1948–2025), ehemaliger Dekan der Fakultät für Physik an der TU Wien[9][10]
- Paulus Ebner (* 1963), Historiker
- Martina Gerersdorfer (* 1968), Bezirkshauptmann im Bezirk Amstetten
- Jürgen Heigl (* 1987), Schauspieler
- Josef Hickersberger (* 1948), ehemaliger Fußballspieler und -trainer.
- Michaela Hinterholzer (* 1959), Politikerin
- Paulus Hochgatterer (* 1961), Psychiater und Schriftsteller
- Rudolf Langthaler (* 1953), Professor am Institut für Christliche Philosophie an der Katholisch-Theologischen Fakultät der Universität Wien
- Wolfgang Pree (* 1964), Informatiker und Professor an der Universität Salzburg
- Julian Schutting (nur AHS-Unterstufe) (* 1937), Schriftsteller
- Katharina Tanzer (* 1995), österreichische Judoka
- Michael Tojner (* 1966), Unternehmer
- Manfred Wagner (* 1944), Kultur- und Musikwissenschaftler sowie emeritierter Professor an der Universität für Angewandte Kunst Wien
- Leo Wallner (1935–2015), Manager und Sportfunktionär